# Museo Metro de Kiev
El Museo Metro está situado en Kiev, capital de Ucrania, y trata sobre todo lo relacionado con el metro.
Fue fundado en el año 2005 en el honor de celebración de 40 años de Metro de Kiev. En el museo están representadas muchas fotografías, maquetas, artículos relacionados con el metro, colección de los bonómetros. El museo está situado en la avenida de Peremoga, 35.